# Coronacrisis in België

Bevestigde besmettingen per 100.000 inwoners per provincie (Peildatum 15 juni 2020)
< 36
36–43
43–50
50–57
57–64
64+

Aantal besmettingen (blauw) en doden (rood) door COVID-19 (logaritmische schaal). De stippellijnen geven het dagelijkse verschil aan.

In België startte de coronacrisis op 3 februari 2020. Het coronavirus SARS-CoV-2 werd vastgesteld bij een van de negen Belgische geëvacueerden die de dag ervoor met een vliegtuig arriveerden uit de Chinese stad Wuhan. De patiënt verkeerde volgens de toenmalige Belgische federale minister van Volksgezondheid Maggie De Block op 4 februari in goede gezondheid en vertoonde geen symptomen. Hij was op 15 februari 2020 weer volledig virusvrij.
In tegenstelling tot omliggende landen (Nederland, Duitsland, Frankrijk en het Verenigd Koninkrijk) besloten de Belgische autoriteiten om geen informatie en/of statistieken te publiceren waar de besmettingen werden gerapporteerd anders dan de regio en provincie waar zij plaatsvonden; zoals Vlaanderen, Wallonië of Brussel. In het dagelijkse updaterapport van Sciensano werd op 26 maart 2020 voor het eerst een kaart gepubliceerd waarbij op gemeentelijk niveau het aantal geregistreerde besmettingen per 100 inwoners werd weergegeven zonder hierbij echter het precieze aantal te vermelden. Uit deze kaart bleek dat de hoogste geregistreerde concentraties aan besmettingen in Alken, Sint-Truiden en Quévy te vinden waren.

## Besmettingen
Een tweede besmette persoon werd op 29 februari opgenomen in het Universitair Ziekenhuis Antwerpen. Deze kwam terug van een bezoek aan Frankrijk.
De verspreiding van het virus ging vanaf 1 maart in stijgende lijn. Oorzaak hiervan was dat velen die tijdens de schoolvakantie in Noord-Italië op skivakantie waren geweest, terug naar het werk of naar school gingen.
België riep op 1 maart fase 2 uit van het zogenaamde "Corona-noodplan". Als de overheid bij het uitvoeren van de contactopsporing het overzicht zou verliezen van wie er in contact waren gekomen met geïnfecteerden, dan zou fase 3 uitgeroepen worden.
Op 11 maart maakte de overheid bekend dat het virus een eerste dode had geëist. Op dezelfde dag overleden nog twee patiënten.
Op 27 maart raakte bekend dat in België, als eerste land van Europa, een dier besmet was geraakt. Het ging over een huiskat. Het werd ontdekt in de Universiteit van Luik. Eerder was al bekend dat twee honden uit Hongkong tevens besmet waren.

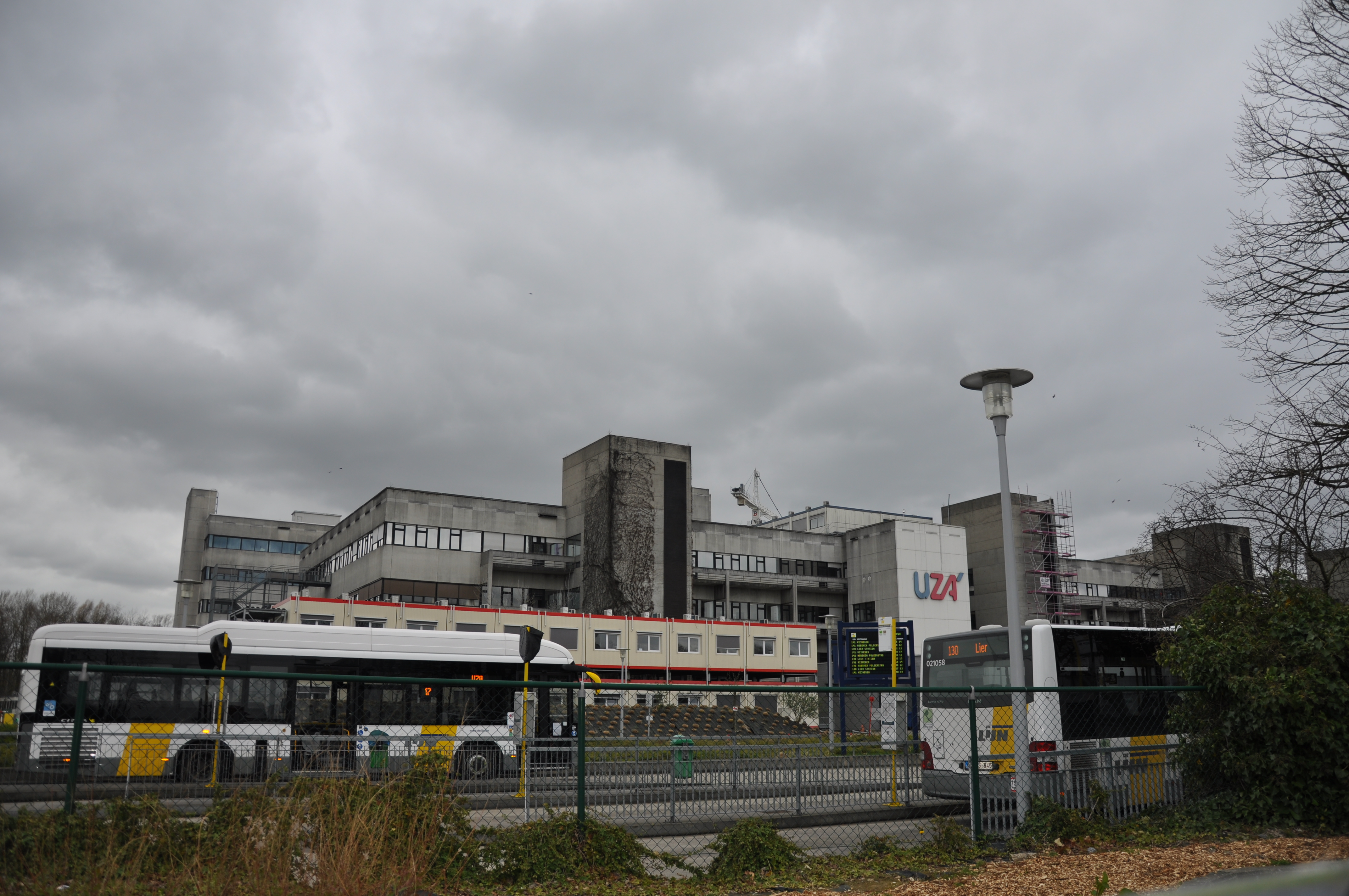
Voorgebouwde containers geplaatst naast de spoedafdeling voor de COVID-19-crisis in het Universitair Ziekenhuis Antwerpen te Edegem; 14 maart 2020.

#### Evolutie
Volgens het dagrapport van Sciensano waren op 1 april 2020 bij een totaal van 18.540 vastgestelde besmettingen de grootste geregistreerde besmettingsconcentraties terug te vinden in Alken met 63,5, Sint-Truiden (46,1), Wichelen (40,3), Quévy (38,1), Borgloon en Wellen (33,9). Van de
grote steden kende Bergen met 28,5 de hoogste concentratie en Charleroi met 3,9 de laagste (aantallen per 10.000 inwoners). In België waren op dat ogenblik twee regio's die duidelijk een hogere besmettingsgraad kenden dan de rest van het land: het zuidwesten van de provincie Limburg (met Alken en Sint-Truiden als epicentrum) en de Borinage in de provincie Henegouwen.
Een maand later (dagrapport 3 mei) waren er 14 gemeenten met meer dan 100 gemelde besmettingen per 10.000 inwoners. De regio Sint-Truiden was hierbij het enige cluster (6 van de 14 gemeenten), geen van deze andere gemeenten zijn onderling aangrenzend. Opgemerkt dient hierbij dat de toename in de loop van april voor dit cluster wel gelijk was aan dat voor heel België (factor 3,5).
Van de vijf grootsteden had enkel Luik een hoger dan gemiddelde besmettingsgraad (36% hoger dan nationaal gemiddelde). Gent zat 40% beneden het gemiddelde. Brussel (42,4) zat op het gemiddelde maar kende wel grote verschillen van gemeente tot gemeente (Schaarbeek 30,7 - Anderlecht 64,5).
Tussen de provincies was het verschil in vastgestelde besmettingsgraad (per 10.000 inwoners) eind april (data 30 april) duidelijk minder groot dan bij het begin van de epidemie. De provincie Limburg kende op 1 april een graad die 60% hoger lag dan het nationaal gemiddelde, op 30 april is dit nog 46,6%. In de provincie Namen is de besmettingsgraad over dezelfde periode het sterkst toegenomen (van 42% lager dan het gemiddelde naar slechts 11% lager). Waals-Brabant kent de laagste graad, 26,5% lager dan het nationaal gemiddelde en ongeveer de helft minder dan in Limburg. Opvallend is ook de toename van de besmettingsgraad in de provincie Luik (30% hoger dan gemiddeld), die ondertussen deze van Limburg benadert. In vergelijking met verschillende andere Europese landen valt op dat de regionale verschillen in besmettingen in België eerder gering zijn. Het besmettingsniveau per 100.000 inwoners varieert tussen de provincies in België maximaal met een factor 2, in Nederland met factor 6, in Duitsland voor de deelstaten met 7, en in Frankrijk voor de regio's 12.

#### Aantal afgenomen tests
Op 1 april bedroeg het aantal afgenomen tests 63.115 (29,3% positief), op 30 april met 233.865 (20,7% positief) bijna vier keer meer. Vanaf 10 april werd het systematisch testen in de woon-zorgcentra opgestart, zowel bij personeel als bewoners. Op 30 april werden hier reeds 107.084 tests afgenomen waarvan 6,6% positief (bij personeel 4%, bewoners 10%). Op 10 april werd met 31,9% het hoogste percentage positieve tests gemeten (32.822 op 102.987); vanaf 22 april wanneer de testcapaciteit gevoelig verhoogd is daalt het percentage positieve tests erg snel, op 30 april bedraagt het nog 15,4% (gecumuleerd) en op dagbasis nog slechts 2,4%. Eind juni, wanneer het aantal besmettingen per dag nog ongeveer 80 bedraagt, is het aandeel positieve tests op dagbasis teruggevallen tot 0,62%. Begin augustus is het aandeel na de heropflakkering van de besmettingen in vooral Antwerpen en Brussel vervijfvoudigd tot 3,05% terwijl het aantal tests slechts toegenomen is met 50% (van ± 13.000/dag naar ± 20.000/dag). Na een beperkte terugval van de ratio afgenomen/positieve tests tot ± 2,1% eind augustus, steeg dit aandeel weer tot boven de 3,2% vanaf half september, ook al was het aantal afgenomen tests op dagbasis verder gestegen tot boven de 30.000.
Het hoge aandeel positieve tests begin april (op het hoogtepunt van de curve) is in grote mate te verklaren door het toen nog relatief gering aantal afgenomen tests (ongeveer 5.000/dag) die hoofdzakelijk afgenomen werden bij personen met duidelijk symptomen van COVID-19. Vanaf eind april ligt het aantal tests/dag systematisch boven de 10.000 om begin mei op te lopen tot 20.000.

#### Aantal besmettingen
In onderstaande grafiek wordt de evolutie van het aantal nieuw geregistreerde besmettingen per dag op voortschrijdende wijze weergegeven; dit betekent dat de eerste waarde in de grafiek betrekking heeft op het gemiddelde voor de zeven opeenvolgende dagen tot en met 1 maart, voor de volgende waarden schuift dit telkens 1 dag op (dus tot 2 maart enz). Uit deze grafiek blijkt dat een eerste piek van het aantal nieuw vastgestelde besmettingen bereikt werd rond 4 april. Op 11 april werd als gevolg van het hoger aantal afgenomen testen een nieuwe piek bereikt, waarna de curve neerwaarts afbuigt. Vanaf 23 april viel het aantal besmettingen, ondanks de sterke toename van het aantal uitgevoerde tests, snel terug tot midden juni, toen het gemiddeld aantal besmettingen per dag stabiliseerde rond 90. Midden juli begon het aantal besmettingen weer te stijgen om begin augustus een niveau van ongeveer 500 per dag te bereiken. Deze stijging deed zich in eerste instantie vooral voor in de stad Antwerpen maar nadien ook in andere gemeenten. Na een beperkte terugval tot ongeveer 400 besmettingen per dag trad vanaf begin september opnieuw een ditmaal forsere stijging op waarbij op 9 september voor het eerst sedert 21 april de kaap van 1000 besmettingen per dag overschreden werd. Gelijkaardige, soms nog sterkere, stijgingen doen zich ook voor in een aantal andere Europese landen. De situatie is echter niet helemaal te vergelijken met die van het voorjaar, omdat het aantal testen veel hoger lag in september en in het voorjaar vooral mensen met symptomen werden getest, waar dat later breder ging.
- Opmerking: dit voortschrijdend weekaantal voor de laatste drie vermelde dagen kan de eerstkomende dagen nog evolueren door vertraging in de rapportering.

Midden juli begon het aantal besmettingen weer te stijgen om begin augustus een niveau van ongeveer 500 per dag te bereiken. Deze stijging deed zich in eerste instantie vooral voor in de stad Antwerpen maar nadien ook in andere gemeenten. Als gevolg hiervan werd een aantal maatregelen weer verscherpt in het hele land en werden in Antwerpen (o.a. algemene mondmaskerplicht en avondklok) en nadien Brussel (algemene mondmaskerplicht) nog extra specifieke verordeningen ingevoerd.

#### Stijgende curve/derde golf
Net als in veel andere Europese landen begonnen omstreeks midden maart de besmettingen flink op te lopen onder invloed van de meer besmettelijke Britse variant van het virus.

### Opbouw groepsimmuniteit
Viroloog Marc Van Ranst bevestigt het vermoeden dat sommige Belgen besmet zijn met het coronavirus zonder dat te weten. Uit de onderzoeken die UZ Brussel uitvoert op patiënten voor kleine ingrepen, die geen COVID-19-symptomen hebben, blijkt dat 10% toch het virus dragen en een infectie in de longen hebben. Gedeeltelijke groepsimmuniteit mindert de verspreiding van het virus.
Op 2 april 2020 kondigde het Rode Kruis aan het bloed van bloeddonoren systematisch te gaan testen op antistoffen, om zo een beeld te krijgen van de immuniteit bij de Belgische burgers.

## Mortaliteit

### Tijdelijk vastgestelde oversterfte gedurende 2020
Vanaf week 12 (16 tot 22 maart) wordt ten opzichte van het verwachte aantal overlijdens (gebaseerd op het gemiddelde aantal sterfgevallen tijdens de laatste 5 jaren voor dezelfde periode) een duidelijke oversterfte vastgesteld. In week 12 enkel voor 2 van de 7 dagen, vanaf week 13 wordt elke dag een oversterfte waargenomen. Voor week 14 (30 maart tot 5 april) bedraagt de oversterfte 80,8%. Het niveau van de oversterfte overtreft voor deze week met 15,1% het aantal gemelde COVID-19-sterfgevallen. Voor week 15 ligt de gemelde oversterfte voorlopig bijna 2,9% lager dan het aantal voor deze week gemelde COVID-19-sterfgevallen (bevestigde en vermoede) en voor week 16 bedraagt dit verschil -11,5% (getallen kunnen retroactief nog aangepast worden). In het totaal ligt de oversterfte voor de periode van 16 maart tot 26 april bij 56,4% en ligt 5,7% hoger dan het aantal gemelde COVID-19-overlijdens. De oversterfte die voor week 15 nog bij 95% lag is voor week 17 teruggevallen naar 40,1%. Opvallend zijn de regionale verschillen, de oversterfte is veel hoger in Brussel (103,3%) dan in Wallonië (62,3%) waarvoor het percentage dan weer beduidend hoger is dan in Vlaanderen (45,5%). Voor Vlaanderen is de oversterfte ondertussen lager dan het aantal gemelde COVID-19-overlijdens voor dezelfde periode (-7,2%), voor Brussel en Wallonië is de oversterfte nog licht hoger dan het aantal gemelde COVID-19-overlijdens (resp. 4,3% en 2,7%).
| Periode                 | Verwacht Aantal | 2020 Aantal | Oversterfte Aantal | Oversterfte % | COVID-19 Gemeld aantal | Verschil COVID-19 met oversterfte | Verschil % |
| ----------------------- | --------------- | ----------- | ------------------ | ------------- | ---------------------- | --------------------------------- | ---------- |
| week 12 (16 maa-22 maa) | 2.276           | 2.543       | 267                | 11,7%         | 178                    | 89                                | 50,0%      |
| week 13 (23 maa-30 maa) | 2.250           | 3.184       | 934                | 41,5%         | 752                    | 182                               | 24,2%      |
| week 14 (31 maa-5 apr)  | 2.219           | 4.013       | 1.794              | 80,8%         | 1.558                  | 236                               | 15,1%      |
| week 15 (6 apr-12 apr)  | 2.189           | 4.269       | 2.080              | 95,0%         | 2.143                  | -63                               | -2,9%      |
| week 16 (13 apr-19 apr) | 2.159           | 3.681       | 1.522              | 70,5%         | 1.719                  | -197                              | -11,5%     |
| week 17 (20 apr-26 apr) | 2.126           | 2.979       | 853                | 40,1%         | 1.246                  | -393                              | -31,5%     |
| Totaal België           | 13.219          | 20.669      | 7.450              | 56,4%         | 7.596                  | -146                              | -1,9%      |
| Vlaanderen              | 7.620           | 11.087      | 3.467              | 45,5%         | 3.738                  | -271                              | -7,2%      |
| Brussel                 | 1.208           | 2.456       | 1.248              | 103,3%        | 1.196                  | 52                                | 4,3%       |
| Wallonië                | 4.391           | 7.126       | 2.735              | 62,3%         | 2.662                  | 73                                | 2,7%       |

### Oversterfte per provincie eerste golf
Voor de periode van week 12 tot en met week 16 heeft Statbel op 8 mei oversterftegetallen per provincie gepubliceerd. De sterftegetallen voor 2020 werden daarbij vergeleken met de gemiddelde waarde voor deze periode berekend over de laatste 10 jaar. In lijn met het geregistreerde aantal besmettingen is de oversterfte het grootst in de provincies Limburg en Luik, en het Brussels Hoofdstedelijk Gewest. Antwerpen, Oost-Vlaanderen en West-Vlaanderen kennen een bijna identieke lager dan gemiddelde oversterfte.
| Periode         | Gemid. 2009-2019 Aantal | 2020 Aantal | Oversterfte Aantal | Oversterfte % |
| --------------- | ----------------------- | ----------- | ------------------ | ------------- |
| Antwerpen       | 1.661                   | 2.423       | 762                | 45,9%         |
| Oost-Vlaanderen | 1.409                   | 2.039       | 630                | 44,7%         |
| West-Vlaanderen | 1.240                   | 1.842       | 602                | 48,5%         |
| Vlaams-Brabant  | 983                     | 1.669       | 686                | 69,8%         |
| Limburg         | 720                     | 1.562       | 842                | 116,9%        |
| Vlaanderen      | 6.013                   | 9.535       | 3.522              | 58,6%         |
| Brussel         | 1.012                   | 2.111       | 1.099              | 108,6%        |
| Henegouwen      | 1.473                   | 2.418       | 945                | 64,2%         |
| Luik            | 1.139                   | 2.037       | 898                | 78,8%         |
| Namen           | 495                     | 779         | 284                | 57,4%         |
| Waals-Brabant   | 327                     | 492         | 165                | 50,5%         |
| Luxemburg       | 257                     | 435         | 178                | 69,3%         |
| Wallonië        | 3.691                   | 6.161       | 2.470              | 66,9%         |
| Totaal België   | 10.716                  | 17.807      | 7.091              | 66,2%'        |

### Oversterfte per provincie: maart tot december 2020
De sterftegetallen voor COVID-19 worden door Sciensano enkel weergegeven per regio. Op basis van de mortaliteitsgetallen gepubliceerd door Statbel voor de periode van 10 maart 2020 (eerste COVID-19-overlijden in België) tot 31 december 2020, in vergelijking met deze getallen voor dezelfde periode in 2019 kan een indicatie bekomen worden van de oversterfte per provincie. Uit de onderstaande getallen blijkt dat deze voor de Vlaamse provincies vrij gelijklopend is en schommelt tussen de 16,8% en 19,7% voor een gemiddelde van 18,2% voor het gewest. In Wallonië is de oversterfte met 29,7% meer dan 60% hoger dan in Vlaanderen en valt op dat de provincies Luik en Henegouwen, die vooral tijdens de tweede golf zwaar getroffen werden, een opmerkelijk hoger oversterftegetal kennen (+/-10%) dan de drie andere Waalse provincies. Het Brussels Gewest noteert een nog iets hoger getal met 31,3% vergelijkbaar met de getallen voor Luik en Henegouwen. In vergelijking tot het aantal aan COVID-19 toegeschreven (Sciensano-getallen van 10 maart tot 31 december 2020) per regio valt op dat in Vlaanderen en Brussel het aantal COVID-19-doden hoger ligt dan de oversterftegetallen (resp. 8,3% en 18,5%) en in Wallonië beduidend lager (-15,1%).
| Periode         | Mortaliteit 2019 10/3 - 31/12 Aantal | Mortaliteit 2020 10/3 - 31/12 Aantal | Verschil Aantal | Verschil % | Doden Covid-19 10/3 - 31/12 Aantal |
| --------------- | ------------------------------------ | ------------------------------------ | --------------- | ---------- | ---------------------------------- |
| Antwerpen       | 13.356                               | 15.981                               | 2.625           | 19,7%      |                                    |
| Oost-Vlaanderen | 11.507                               | 13.487                               | 1.980           | 17,2%      |                                    |
| West-Vlaanderen | 9.992                                | 11.908                               | 1.916           | 19,2%      |                                    |
| Vlaams-Brabant  | 8.114                                | 9.479                                | 1.365           | 16,8%      |                                    |
| Limburg         | 6.143                                | 7.200                                | 1.057           | 17,2%      |                                    |
| Vlaanderen      | 49.112                               | 58.055                               | 8.943           | 18,2%      | 9.683                              |
| Brussel         | 7.012                                | 9.205                                | 2.193           | 31,3%      | 2.599                              |
| Henegouwen      | 11.551                               | 15.252                               | 3.701           | 32,0%      |                                    |
| Luik            | 8.879                                | 11.872                               | 2.993           | 33,7%      |                                    |
| Namen           | 3.984                                | 4.904                                | 920             | 23,1%      |                                    |
| Waals-Brabant   | 2.736                                | 3.367                                | 631             | 23,1%      |                                    |
| Luxemburg       | 1.884                                | 2.268                                | 384             | 20,4%      |                                    |
| Wallonië        | 29.034                               | 37.663                               | 8.629           | 29,7%      | 7.323                              |
| Totaal België   | 85.158                               | 104.923                              | 19.765          | 23,2%'     | 19.605                             |

### Mortaliteit gemeenten +50.000 inwoners
De sterftegetallen voor COVID-19 worden door Sciensano enkel weergegeven per regio. Op basis van de mortaliteitsgetallen gepubliceerd door Statbel voor 2020 in vergelijking met het gemiddelde voor dezelfde periode voor de jaren 2017-2018-2019 kan per gemeente de oversterfte berekend worden. Deze oversterfte is indicatief voor het aantal sterfgevallen te wijten aan COVID-19. Hieronder zijn deze getallen weergegeven voor de grootste gemeenten van het land (+50.000 inwoners) in dalende volgorde van inwonersaantal.
| Rank | Gemeente               | Inwoners 2020 Aantal | Mortaliteitgemiddelde 2017-2018-2019 Aantal | Mortaliteit 2020 Aantal | Oversterfte Aantal | Oversterfte % |
| ---- | ---------------------- | -------------------- | ------------------------------------------- | ----------------------- | ------------------ | ------------- |
| 1    | Antwerpen              | 529.247              | 4.900                                       | 5.482                   | 582                | 11,87%        |
| 2    | Gent                   | 263.927              | 2.311                                       | 2.481                   | 170                | 7,37%         |
| 3    | Charleroi              | 202.746              | 2.227                                       | 2.729                   | 502                | 22,52%        |
| 4    | Luik                   | 197.217              | 2.142                                       | 2.553                   | 411                | 19,21%        |
| 5    | Brussel                | 185.103              | 1.196                                       | 1.523                   | 327                | 27,38%        |
| 6    | Schaarbeek             | 132.799              | 754                                         | 926                     | 172                | 22,81%        |
| 7    | Anderlecht             | 120.887              | 981                                         | 1.258                   | 277                | 28,24%        |
| 8    | Brugge                 | 118.656              | 1.333                                       | 1.421                   | 79                 | 5,95%         |
| 9    | Namen                  | 111.432              | 1.221                                       | 1.421                   | 200                | 16,41%        |
| 10   | Leuven                 | 102.275              | 827                                         | 903                     | 76                 | 9,23%         |
| 11   | Sint-Jans-Molenbeek    | 97.979               | 724                                         | 876                     | 152                | 21,05%        |
| 12   | Bergen                 | 95.887               | 1.010                                       | 1.291                   | 281                | 27,86%        |
| 13   | Elsene                 | 85.632               | 484                                         | 560                     | 76                 | 15,78%        |
| 14   | Aalst                  | 87.332               | 865                                         | 1.017                   | 152                | 17,53%        |
| 15   | Mechelen               | 86.921               | 738                                         | 793                     | 55                 | 7,45%         |
| 16   | Ukkel                  | 83.980               | 844                                         | 1.002                   | 158                | 18,67%        |
| 17   | La Louvière            | 81.138               | 831                                         | 1.001                   | 170                | 20,41%        |
| 18   | Hasselt                | 78.714               | 762                                         | 854                     | 92                 | 12,07%        |
| 19   | Sint-Niklaas           | 78.531               | 791                                         | 861                     | 70                 | 8,90%         |
| 20   | Kortrijk               | 77.109               | 879                                         | 1.016                   | 137                | 15,54%        |
| 21   | Oostende               | 71.647               | 1.007                                       | 1.078                   | 71                 | 7,09%         |
| 22   | Doornik                | 69.083               | 866                                         | 1.020                   | 154                | 17,83%        |
| 23   | Genk                   | 66.447               | 650                                         | 734                     | 84                 | 12,87%        |
| 24   | Seraing                | 64.192               | 710                                         | 957                     | 247                | 34,85%        |
| 25   | Roeselare              | 63.478               | 563                                         | 683                     | 120                | 21,24%        |
| 26   | Moeskroen              | 58.767               | 645                                         | 807                     | 162                | 25,18%        |
| 27   | Sint-Lambrechts-Woluwe | 57.712               | 459                                         | 579                     | 120                | 26,05%        |
| 28   | Vorst                  | 56.581               | 382                                         | 493                     | 111                | 28,95%        |
| 29   | Verviers               | 55.290               | 562                                         | 714                     | 152                | 27,12%        |
| 30   | Jette                  | 52.728               | 472                                         | 585                     | 113                | 24,03%        |

## Maatregelen

### Federale regering

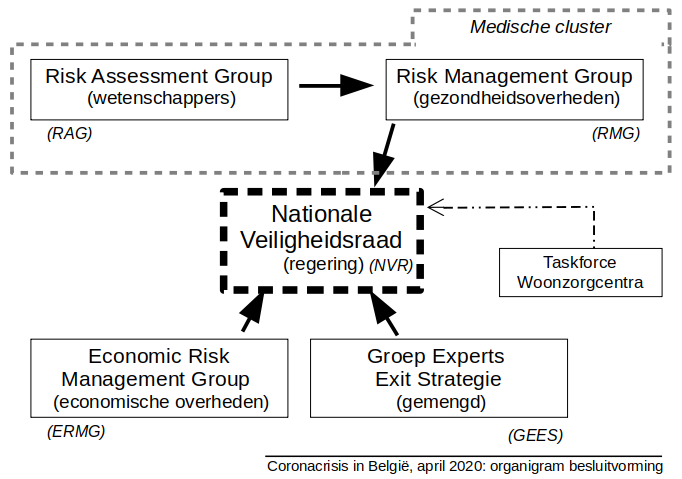
Organigram van de federale besluitvorming.

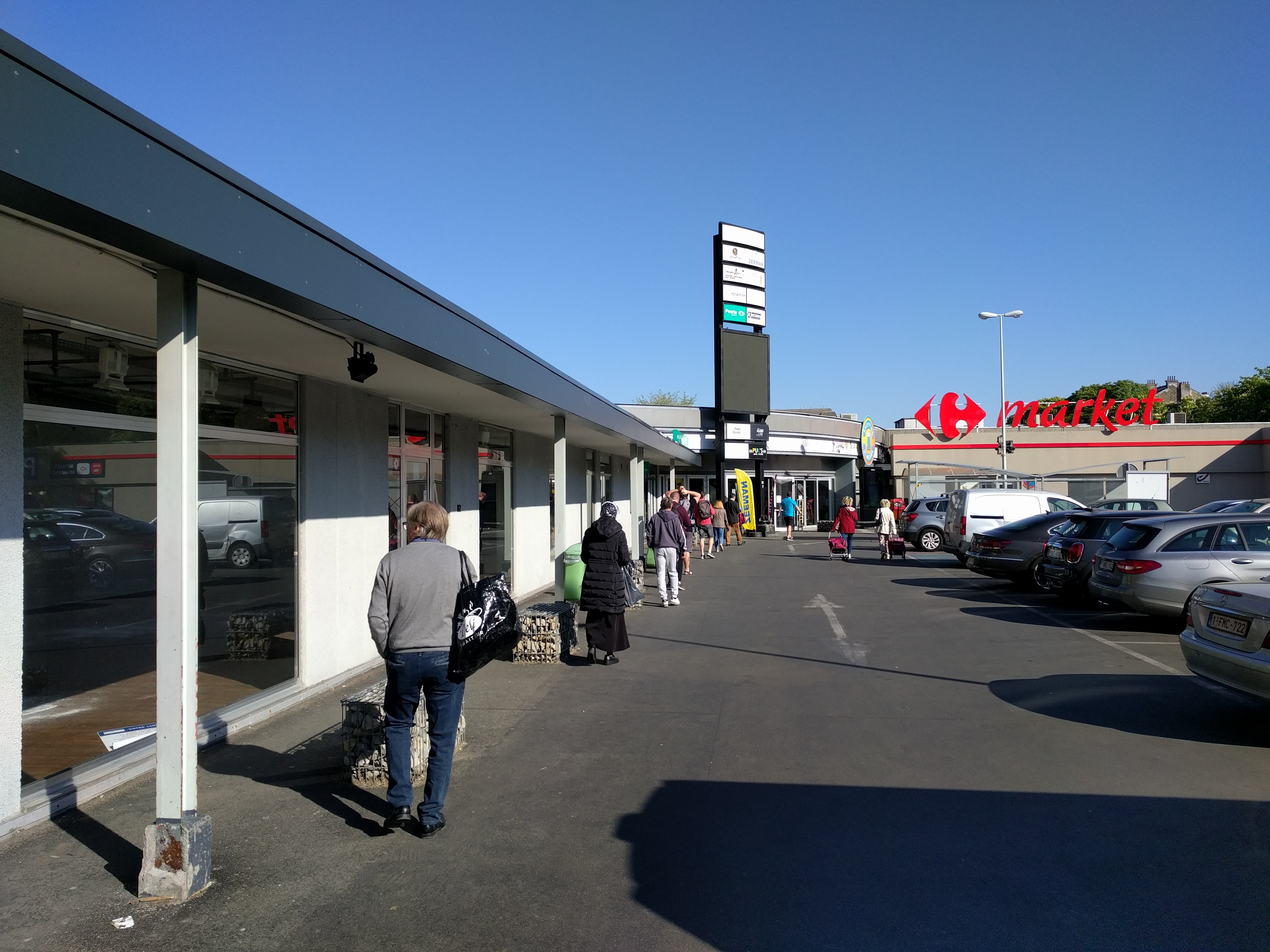
Mensen staan in rij om sociale afstand te bewaren.

De Belgische federale regering heeft een aantal maatregelen getroffen die er vooral op gericht waren de verspreiding van besmettingen te voorkomen. Dit gebeurde in verschillende fases naarmate de ernst van en de omvang van de crisis duidelijker werd.

### Vlaamse regering
De Vlaamse regering nam vanaf 13 maart 2020 een hele reeks maatregelen inzake de sluiting van dienstencentra, woon-zorgcentra, dagopvang en dagverzorging, de rijopleiding, de autokeuring, bustickets, scholen, noodsituatie volksgezondheid, uitstel van procedures, en allerlei tegemoetkomingen.
De Vlaamse regering laat zich voor wat betreft het aanpakken van de economische gevolgen van de coronacrisis bijstaan door een relancecomité van zes onafhankelijke wetenschappers: Koenraad Debackere, Stijn Baert, Marion Debruyne, Wouter De Geest, Ans Devos, Geert Noels.

### Brusselse regering
Eveneens vanaf 13 maart gold in het Brussels Gewest een verbod op grootschalige evenementen en bijeenkomsten, bezoeken aan rust- en verzorgingstehuizen, schoolreizen in het buitenland, uithuiszettingen, afsluiting elektriciteits- of gasvoorziening, werd uitstel verleend van sommige verval- en beroepstermijnen, en een eenmalige premie van 4.000 euro toegekend aan een aantal bedrijven.
Vanaf 8 oktober moesten cafés, bars en feestzalen opnieuw sluiten voor een maand. Restaurants mochten openblijven.

## Gebrek aan beschermend materiaal voor medisch personeel

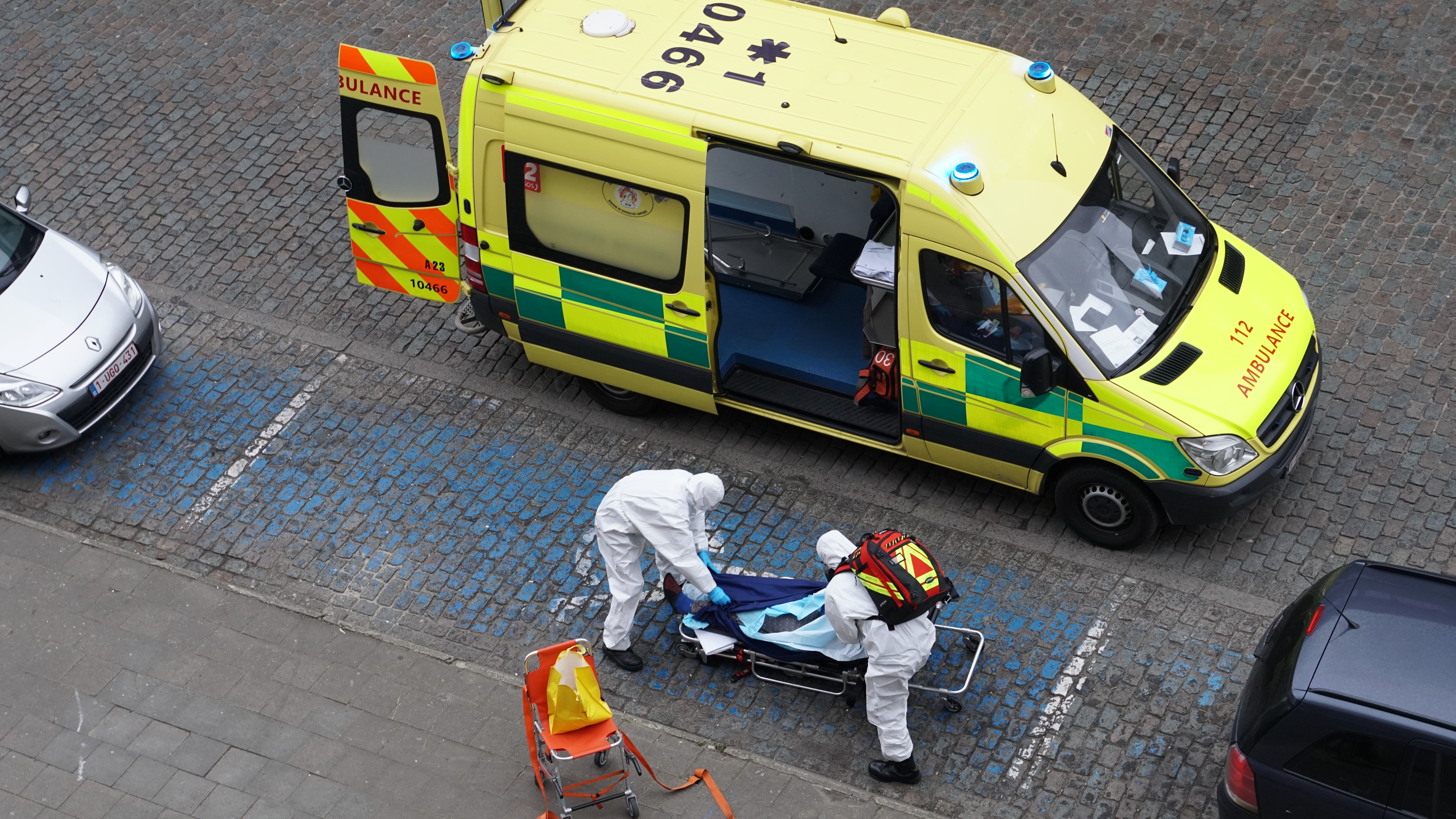
Ambulanciers dragen beschermende kledij tijdens een interventie (Brussel).

Bij het uitbreken van de pandemie bleek er een tekort te zijn aan beschermende middelen voor het medisch personeel, zoals chirurgische en andere mondmaskers, en ook desinfecterende handgels. Op 26 maart klaagde de Franstalige Belgische federatie van zelfstandige verplegers aan dat distributie van mondmaskers aan verpleegkundigen chaotisch verloopt. Er bleek geen officieel register te bestaan, al werd daar al meer dan tien jaar om gevraagd.
De textielsector in België bleek niet in staat om mondmaskers te produceren om het tekort op te vangen.
Op 25 maart klaagde PVDA-Kamerlid Sofie Merckx aan dat sinds 2009 de verschillende regeringen de strategische reserves van mondmaskers niet hebben vernieuwd, ten gevolge van besparingen in de gezondheidszorg. Bij het bereiken van hun vervaldatum in 2018 besliste minister van Volksgezondheid Maggie De Block om 6 miljoen mondmaskers te vernietigen en niet te vervangen. Minister De Block weet dit aan administratieve procedures.

## Vaccins en vaccinatie

### Ontwikkeling
Begin januari 2020 werd in China het genoom van het SARS-CoV-2-virus in kaart gebracht en vrijgegeven. Dit was voor de wetenschappelijke wereld en farmabedrijven het startsein om onderzoek op te starten naar het ontwikkelen van een COVID-19-vaccin.

### Status
- Pfizer-BioNTech Tozinameran: goedgekeurd door het EMA op 21 december 2020
- Moderna Elasomeran: goedgekeurd door het EMA op 6 januari 2021
- AstraZeneca Vaxzevria: goedgekeurd door het EMA op 29 januari 2021
- Janssen Pharmaceutica Ad26.COV2.S: testfase 3 gestart 23 september 2020, goedgekeurd door EMA op 11 maart 2021
- CureVac: testfase 3 - ontwikkeling stopgezet

### Aankoop
De aankoop van vaccins bij verschillende farmaceutische bedrijven werd voor de verschillende lidstaten waaronder België op niveau van de Europese Unie afgehandeld. De EU sloot contracten met zes bedrijven voor een totaal van 1,3 miljard dosissen met bijkomende opties voor 460 miljoen doses. België tekende in voor vijf van de zes vaccins die op dat ogenblik in ontwikkeling waren voor volgende hoeveelheden:
- Astra-Zeneca (UK/S): 7.740.000 doses
- Janssen Pharmaceutica (B) / (Johnson & Johnson) (USA): 5.160.000 doses
- Pfizer-BioNtech (USA/D): 5.000.000 doses
- CureVac (D): 2.900.000 doses
- Moderna (USA): 2.000.000 doses
- Totaal: 22.800.000 doses

Aangezien meestal 2 doses nodig zijn voor vaccinatie volstaat de door België bestelde hoeveelheid net om de totale bevolking van ongeveer 11.400.000 inwoners te behandelen.

### Vaccinatiestrategie
België heeft gekozen om de vaccinatie van de bevolking getrapt te laten verlopen waarbij prioritair de bewoners en het personeel van woonzorgcentra aan de beurt komen. Daarna volgt het gezondheidspersoneel in ziekenhuizen en nadien verzorgend personeel in andere instellingen en het overige ziekenhuispersoneel. Nadien worden de 65+-bevolking en de risicopatiënten (12 tot 64 jaar) behandeld en uiteindelijk de rest van de bevolking. De vaccinatie is nooit verplicht, ook niet voor medisch en verzorgend personeel. Voor minderjarigen (min 12) is op dit ogenblik geen systematische vaccinatie voorzien.
De planning voor de vaccinaties is als volgt bepaald:
- Bewoners en personeel van verpleeg- en verzorgingshuizen - vanaf begin januari - 289.000 personen
- Gezondheidspersoneel ziekenhuizen - vanaf eind januari - 134.000 personen
- Zorgverleners eerste lijn - vanaf midden februari - 170.000 personen
- Personeel collectieve zorginstellingen en ander ziekenhuispersoneel - vanaf midden/eind februari - 297.000 personen
- 65-plussers - vanaf 15 maart - 1.850.000 personen
- Risicopatiënten 18 - 64 jaar - vanaf einde maart - 1.200.000 personen
- Kritieke beroepen (politie op het terrein) - vanaf einde maart - 20.000 personen
- Algemene bevolking ouder dan 18 (van oud naar jong) - vanaf mei - 5.000.000 personen

Deze planning is onderhevig aan de tijdige levering van de door de overheid bestelde vaccins door de betrokken pharmaceutische bedrijven.
Voor het verzenden van de uitnodiging worden op grote schaal persoonsgegevens verwerkt, wat aanleiding gaf tot bezorgdheid inzake privacy.

### Vaccinaties per gewest per leeftijdsgroep (1e dosis inclusief J&J)
Cijfers op 10 juli (data afgesloten 9 juli)
| Leeftijd       | Vlaanderen | Brussel | Wallonië  | België    |  | Vlaanderen Aandeel% Leeftijdsgroep | Brussel Aandeel% Leeftijdsgroep | Wallonië Aandeel% Leeftijdsgroep | België Aandeel% Leeftijdsgroep |
| -------------- | ---------- | ------- | --------- | --------- |  | ---------------------------------- | ------------------------------- | -------------------------------- | ------------------------------ |
| 18 tot 34 jaar | 930.478    | 118.048 | 443.149   | 1.491.675 |  | 70,12                              | 41,28                           | 57,93                            | 62,73                          |
| 35 tot 44 jaar | 718.511    | 99.656  | 313.577   | 1.131.744 |  | 85,32                              | 53,47                           | 68,57                            | 76,17                          |
| 45 tot 54 jaar | 784.251    | 106.027 | 381.636   | 1.271.914 |  | 87,06                              | 66,62                           | 76,54                            | 81,61                          |
| 55 tot 64 jaar | 852.007    | 91.274  | 402.601   | 1.345.882 |  | 93,08                              | 74,22                           | 82,98                            | 88,34                          |
| 65 tot 74 jaar | 687.251    | 65.812  | 345.811   | 1.098.874 |  | 97,76                              | 79,69                           | 89,87                            | 93,89                          |
| 75 tot 85 jaar | 439.087    | 40.649  | 182.314   | 662.050   |  | 98,56                              | 80,65                           | 89,79                            | 94,72                          |
| 85+            | 203.124    | 21.309  | 80.699    | 305.132   |  | 97,18                              | 80,07                           | 81,09                            | 91,05                          |
| Totaal         | 4.614.709  | 542.775 | 2.149.787 | 7.307.271 |  | 86,37                              | 59,38                           | 74,30                            | 79,86                          |

## Statistieken
Opmerking: In het Sciensano-dagrapport (bron van de hieronder vermelde getallen) van 15 april wordt verduidelijking gegeven over de wijze waarop het aantal sterfgevallen in kaart wordt gebracht. Het totaal aantal wordt samengesteld uit de gegevens verstrekt door enerzijds de ziekenhuizen en anderzijds de woon-zorgcentra. Voor de ziekenhuizen gaat het om 100% bevestigde gevallen van COVID-19, voor de woon-zorgcentra gaat het zowel om bevestigde als vermoedelijke gevallen van COVID-19. Tot en met 14 april vertegenwoordigen de sterfgevallen in woon-zorgcentra 45,7% van het totaal waarbij het in slechts 3,1% van de gevallen (63 op een totaal van 2029) om 100% bevestigde gevallen gaat.

### Grafieken tests, besmettingen, gehospitaliseerden, intensieve zorgen, sterfgevallen, vaccinaties
Onderstaande grafieken en aantallen zijn gebaseerd op de actuele data, het kan dus zijn dat deze aantallen retroactief aangepast worden bij nieuwe rapporten!

#### Weekcijfers
- Opmerking: dit aantal voor de laatste week zal de eerstkomende dagen nog evolueren door vertraging in de rapportering.

- Opmerking: dit aantal voor de laatste week zal de eerstkomende dagen nog evolueren door vertraging in de rapportering.

- Opmerking: dit aantal voor de laatste week zal de eerstkomende dagen nog evolueren door vertraging in de rapportering.

- Opmerking: dit aantal voor de laatste week zal de eerstkomende dagen nog evolueren door vertraging in de rapportering.

### Overzichtstabellen COVID-19 in België

#### Geregistreerde besmettingen en vaccinaties per gewest/provincie
- Gegevens op 16 okt 2021 (data afgesloten 15 okt)
- Aandeel % besmettingen per gewest en provincie gebaseerd op inwoneraantallen 2021
- Vaccinatie %: volledig gevaccineerd % van de bevolking
- 1e Periode: 1 maart 2020 t/m 31 aug 2020
- 2e Periode: 1 sept 2020 t/m 31 dec 2020
- 3e Periode: 1 jan 2021 t/m 30 juni 2021
- 4e Periode: 1 juli 2021 t/m 15 okt 2021

| Gewest/provincie | Inw. Aand.% | 1e Periode Aand.% | 2e Periode Aand.% | 3e Periode Aand.% | Vaccinatie Aand.% | 4e Periode Aand.% | Totaal: Aand.% |
| ---------------- | ----------- | ----------------- | ----------------- | ----------------- | ----------------- | ----------------- | -------------- |
| België           | 11.492.641  | 83.890            | 553.258           | 423.471           | 73,9%             | 195.406           | 1.256.025      |
|                  |             |                   |                   |                   |                   |                   |                |
| Vlaanderen       | 57,7%       | 57,3%             | 41,6%             | 53,9%             | 79,8%             | 47,7%             | 47,7%          |
| Antwerpen        | 16,3%       | 18,9%             | 11,5%             | 14,6%             | 71,8%             | 14,1%             | 13,4%          |
| Oost-Vlaanderen  | 13,3%       | 10,5%             | 10,2%             | 14,0%             | 74,5%             | 9,9%              | 11,4%          |
| West-Vlaanderen  | 10,4%       | 10,0%             | 8,3%              | 10,2%             | 76,4%             | 7,3%              | 8,9%           |
| Vlaams-Brabant   | 10,1%       | 8,5%              | 7,6%              | 7,9%              | 71,5%             | 10,7%             | 8,2%           |
| Limburg          | 7,6%        | 9,4%              | 3,9%              | 7,5%              | 74,5%             | 5,2%              | 5,7%           |
|                  |             |                   |                   |                   |                   |                   |                |
| Brussel          | 10,6%       | 12,8%             | 12,8%             | 12,3%             | 54,0%             | 20,9%             | 13,9%          |
|                  |             |                   |                   |                   |                   |                   |                |
| Wallonië         | 31,7%       | 29,9%             | 45,6%             | 33,9%             | 68,5%             | 31,3%             | 38,4%          |
| Henegouwen       | 11,7%       | 10,5%             | 16,9%             | 13,7%             | 68,2%             | 8,4%              | 14,1%          |
| Luik             | 9,7%        | 11,0%             | 15,9%             | 8,1%              | 66,2%             | 12,6%             | 12,4%          |
| Namen            | 4,3%        | 3,7%              | 5,9%              | 5,8%              | 71,5%             | 3,1%              | 5,2%           |
| Waals-Brabant    | 3,5%        | 2,5%              | 4,2%              | 3,9%              | 71,7%             | 4,4%              | 4,0%           |
| Luxemburg        | 2,5%        | 2,2%              | 3,0%              | 3,0%              | 68,9%             | 2,4%              | 2,9%           |

#### Geregistreerde besmettingen per leeftijdsgroep en geslacht
- Opmerking: dit voortschrijdend weekaantal voor de laatste drie vermelde dagen kan de eerstkomende dagen nog sterk evolueren door vertraging in de rapportering.

Getallen op 11 mei (data afgesloten op 10 mei)
| Leeftijd | Totaal    | Aandeel% Totaal | Besmet per 10.000 |
| -------- | --------- | --------------- | ----------------- |
| 0 - 9    | 42.446    | 4,2             | 332,0             |
| 10 - 19  | 118.187   | 11,7            | 920,8             |
| 20 - 29  | 165.362   | 16,3            | 1.172,7           |
| 30 - 39  | 158.594   | 15,7            | 1.069,0           |
| 40 - 49  | 157.026   | 15,5            | 1.042,1           |
| 50 - 59  | 146.006   | 14,4            | 916,3             |
| 60 - 69  | 85.914    | 8,5             | 648,1             |
| 70 - 79  | 56.475    | 5,6             | 625,6             |
| 80 - 89  | 56.215    | 5,6             | 1.051,4           |
| 90 +     | 25.497    | 2,5             | 2.268,9           |
| Totaal   | 1.011.722 | 100,0           | 885,0             |

Opmerking: Het hoge aantal besmettingen per 10.000 inwoners voor de leeftijdsgroepen 80-89 jaar en 90+ (in verhouding tot de andere leeftijdsgroepen) is in belangrijke mate te verklaren door het systematisch testen van de bewoners in de woon-zorgcentra (+/-143.000 tests d.d. 19 mei) van wie het overgrote deel in deze leeftijdsgroepen valt. In totaal telt België 647.000 inwoners ouder dan 80 jaar, voor 81.712 besmettingen geeft dit een besmettingsgraad van 12,6%.

#### Sterfgevallen per leeftijdsgroep
- Gegevens op 28 okt 2021 (data afgesloten 27 okt)
- 1e Periode: 1 maart 2020 t/m 31 aug 2020
- 2e Periode: 1 sept 2020 t/m 31 dec 2020
- 3e Periode: 1 jan 2021 t/m 30 juni 2021
- 4e Periode: 1 juli 2021 t/m 27 okt 2021

| Leeftijd     | 1e Periode Aand.% | 2e Periode Aand.% | 3e Periode Aand.% | 4e Periode Aand.% | Totaal: Aand.% |
| ------------ | ----------------- | ----------------- | ----------------- | ----------------- | -------------- |
| Aantal       | 9.897             | 9.793             | 5.459             | 765               | 25.914         |
| 0 - 24 jaar  | 0,04%             | 0,04%             | 0,09%             | 0,13%             | 0,05%          |
| 25 - 44 jaar | 0,45%             | 0,42%             | 0,73%             | 1,70%             | 0,54%          |
| 45 - 64 jaar | 5,28%             | 6,00%             | 9,18%             | 15,69%            | 6,68%          |
| 65 - 74 jaar | 11,32%            | 12,96%            | 18.39%            | 19,08%            | 13,66%         |
| 75 - 85 jaar | 28,80%            | 28,77%            | 31,91%            | 27,06%            | 29,39%         |
| +85 jaar     | 54,11%            | 51,81%            | 39,70%            | 36,34%            | 49,68%         |

#### Sterfgevallen per gewest
Getallen gecumuleerd van dag tot dag en ingedeeld per regio volgens plaats van overlijden zoals meegedeeld door de autoriteiten. 

#### Sterfgevallen per gewest per leeftijdsgroep
Getallen op 4 feb (data afgesloten 3 feb)
| Leeftijd       | VL     | BHG   | WAL   | België |  | VL % | BHG% | WAL% | België% |
| -------------- | ------ | ----- | ----- | ------ |  | ---- | ---- | ---- | ------- |
| 0 tot 24 jaar  | 4      | 4     | 0     | 8      |  | 50,0 | 50,0 | 0,0  | 0,0     |
| 25 tot 44 jaar | 31     | 26    | 37    | 94     |  | 33,0 | 27,7 | 39,4 | 0,4     |
| 45 tot 64 jaar | 417    | 246   | 517   | 1.180  |  | 35,3 | 20,8 | 43,8 | 5,6     |
| 65 tot 74 jaar | 1.021  | 382   | 1.148 | 2.551  |  | 40,0 | 15,0 | 45,0 | 12,0    |
| 75 tot 85 jaar | 3.073  | 803   | 2.222 | 6.098  |  | 50,4 | 13,2 | 36,4 | 28,8    |
| 85+            | 6.191  | 1.239 | 3.827 | 11.257 |  | 55,0 | 11,0 | 34,0 | 54,1    |
| Totaal         | 10.737 | 2.700 | 7.751 | 21.188 |  | 50,7 | 12,7 | 36,6 | 100,0   |

## Economische gevolgen
Door de overheidsmaatregelen tegen de verspreiding van het coronavirus werd een groot deel van de economie van België negatief beïnvloed: hele sectoren vielen stil of zagen hun afzet wegvallen. De verschillende regeringen stelden economische hulpplannen op om werklozen, zelfstandigen en bedrijven te ondersteunen.

## Institutioneel kader
De federale regeringsmaatregelen werden tot 6 oktober 2020 genomen in de Nationale Veiligheidsraad (NVR), die bestaat uit de eerste minister en de vice-eersteministers, uitgebreid met de ministers-presidenten van de gewesten en gemeenschappen. Binnen de nieuwe regering-De Croo nam op 6 oktober het Overlegcomité het coronabeleid over. De uitvoering van het vaccinatie- en quarantainebeleid werd toevertrouwd aan de Interministeriële conferentie (IMC) Volksgezondheid, gecoördineerd door de FOD Volksgezondheid, die alle verslagen van de conferenties online publiceerde.
Aangezien de gebeurtenissen een coördinatie op federaal vlak vereisten, trad het Nationaal Crisiscentrum (NCCN) in werking, zoals bepaald in het koninklijk besluit van 31 januari 2003. Deze reglementering voorziet vier fases: de operationele en gemeentelijke fase (burgemeester), de provinciale fase (provinciegouverneur), en de federale fase (minister van Binnenlandse Zaken). In dit laatste geval is het de taak van het Nationaal Crisiscentrum (NCCN) een coördinatie op federaal vlak te organiseren. Binnen dit centrum worden dan een aantal ad-hoc-comités, cellen, raden en werkgroepen gevormd, zoals de "Risk Assessment Group" (RAG), de "Risk Management Group" (RMG) of het "Wetenschappelijk comité Coronavirus".
In maart 2021 werd in de Kamercommissie Binnenlandse Zaken een ontwerp-pandemiewet voorgesteld. Deze trad uiteindelijk op 4 oktober 2021 in werking, zodat de corona-maatregelen, die tot dan toe waren getroffen met ministeriële besluiten op grond van de wetgeving op de civiele veiligheid, voortaan konden getroffen worden bij koninklijk besluit op grond van de pandemiewet.

### Mondmaskers

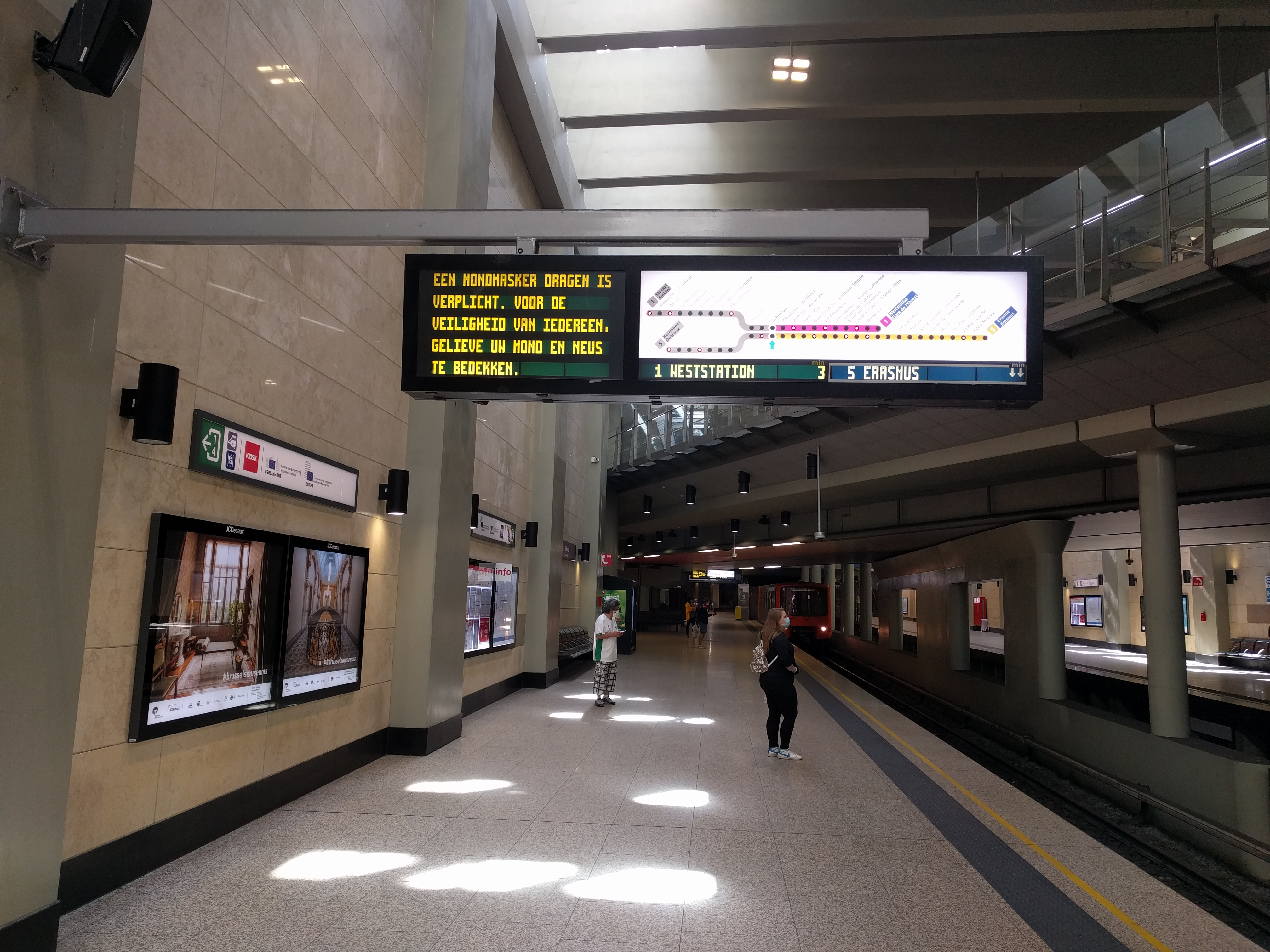
Een mondmasker is verplicht in de Brusselse metro.